# Save Tonight
Save Tonight är en låt av den svensk-amerikanske sångaren Eagle-Eye Cherry som blev en jättehit när den släpptes 1997. Den finns med på Cherrys debutalbum Desireless och vann Rockbjörnen i kategorin "Årets svenska låt".
E.M.D. sjöng in en version 2010.

## Listplaceringar

### Eagle-Eye Cherry
| Lista (1997-1999)   | Topplacering |
| ------------------- | ------------ |
| Australien          | 20           |
| Belgien (Flandern)  | 9            |
| Belgien (Vallonien) | 27           |
| Frankrike           | 11           |
| Nederländerna       | 9            |
| Norge               | 9            |
| Nya Zeeland         | 35           |
| Schweiz             | 7            |
| Sverige             | 2            |
| Österrike           | 17           |

### EMD
| Lista (2010) | Topplacering |
| ------------ | ------------ |
| Sverige      | 2            |

### Fotnoter
1. ↑  ”Aftonbladet”. 26 februari 2000. http://wwwc.aftonbladet.se/noje/special/rockbjorn00/gamla.html. Läst 1 maj 2011.
2. ↑  ”Listplacering”. http://australian-charts.com/showitem.asp?interpret=Eagle-Eye+Cherry&titel=Save+Tonight&cat=s. Läst 1 maj 2011.
3. ↑  ”Listplacering”. http://www.ultratop.be/nl/showitem.asp?interpret=Eagle-Eye+Cherry&titel=Save+Tonight&cat=s. Läst 1 maj 2011.
4. ↑  ”Listplacering”. http://www.ultratop.be/fr/showitem.asp?interpret=Eagle-Eye+Cherry&titel=Save+Tonight&cat=s. Läst 1 maj 2011.
5. ↑  ”Listplacering”. http://lescharts.com/showitem.asp?interpret=Eagle-Eye+Cherry&titel=Save+Tonight&cat=s. Läst 1 maj 2011.
6. ↑  ”Listplacering”. http://dutchcharts.nl/showitem.asp?interpret=Eagle-Eye+Cherry&titel=Save+Tonight&cat=s. Läst 1 maj 2011.
7. ↑  ”Listplacering”. http://norwegiancharts.com/showitem.asp?interpret=Eagle-Eye+Cherry&titel=Save+Tonight&cat=s. Läst 1 maj 2011.
8. ↑  ”Listplacering”. Arkiverad från originalet den 21 oktober 2012. https://web.archive.org/web/20121021215115/http://charts.org.nz/showitem.asp?interpret=Eagle%2DEye+Cherry&titel=Save+Tonight&cat=s. Läst 1 maj 2011.
9. ↑  ”Listplacering”. http://hitparade.ch/showitem.asp?interpret=Eagle-Eye+Cherry&titel=Save+Tonight&cat=s. Läst 1 maj 2011.
10. ↑  ”Listplacering”. http://swedishcharts.com/showitem.asp?interpret=Eagle-Eye+Cherry&titel=Save+Tonight&cat=s. Läst 1 maj 2011.
11. ↑  ”Listplacering”. http://austriancharts.at/showitem.asp?interpret=Eagle-Eye+Cherry&titel=Save+Tonight&cat=s. Läst 1 maj 2011.
12. ↑  ”Listplacering”. http://swedishcharts.com/showitem.asp?interpret=E%2EM%2ED%2E&titel=Save+Tonight&cat=s. Läst 1 maj 2011.